# Enzymatická kinetika
Enzymatická kinetika nebo enzymová kinetika zkoumá rychlost chemických reakcí aktivity enzymů. Pro enzymatickou kinetiku platí obecné zákony chemické kinetiky a chemické veličiny, jako je reakční rychlost (v), rovnovážná konstanta (K) či třeba Gibbsova energie (G). Obvykle se vychází ze zjednodušující představy, že enzymem katalyzovaná reakce probíhá ve dvou krocích („E“ je enzym, „S“ je substrát, „P“ je produkt):
{\displaystyle E+S{\overset {k_{1}}{\underset {k_{-1}}{\begin{smallmatrix}\displaystyle \longrightarrow \\\displaystyle \longleftarrow \end{smallmatrix}}}}ES{\overset {k_{2}}{\longrightarrow }}E+P}
načež platí:
{\displaystyle {\begin{aligned}v_{0}&={\frac {v_{\max }{[}S{]}}{K_{M}+{[}S{]}}}\end{aligned}}}
Výše uvedená rovnice je rovnice Michaelise a Mentenové, základní rovnice enzymatické kinetiky vůbec. {\displaystyle v_{0}} je počáteční rychlost reakce, {\displaystyle v_{\max }} je mezní rychlost reakce (při nadbytku substrátu a 100% nasycení enzymů), {\displaystyle K_{M}} je Michaelisova konstanta a {\displaystyle {[}S{]}} je rovnovážná koncentrace substrátu.Podle uvedené rovnice má závislost reakční rychlosti na koncentraci substrátu má tvar hyperboly. Zajímavou veličinou je Michaelisova konstanta, pro niž platí KM = (k-1 + k2) / k1 a která udává koncentraci substrátu, při níž je reakční rychlost rovna polovině maximální rychlosti. Rovnice Michaelise a Mentenové však je silně zjednodušujícím popisem reality a platila by jen pro počáteční stavy jednosubstrátových reakcí, přičemž by muselo docházet k přímému rozpadu komplexu enzym-substrát na enzym a produkt.
Na rychlost enzymatické reakce (konkrétně na velikost Michaelisovy konstanty) má výrazný vliv řada fyzikálně-chemických vlastností prostředí. Obecně platí, že s vzrůstající teplotou roste rychlost enzymatické reakce až do doby, než se bílkovinná složka enzymu začne denaturovat. Denaturační teplota obvykle u živočišných enzymů činí asi 50–60 °C. Na rychlost má dále výrazný vliv pH prostředí – většině enzymů vyhovuje nejlépe pH 5–7, nicméně pepsin má optimum při pH 1,5–2 a argináza při pH 9,5. Aktivitu enzymů dále někdy ovlivňuje redoxní potenciál, iontová síla a relativní permitivita. Samostatnou kapitolou je vliv inhibitorů a dalších efektorů na průběh enzymatické reakce.